# Satyria allenii
Satyria allenii är en ljungväxtart som beskrevs av A. C. Smith. Satyria allenii ingår i släktet Satyria och familjen ljungväxter. Inga underarter finns listade i Catalogue of Life.